# ズビエーナ
ズビエーナ（伊: Zubiena）は、イタリア共和国ピエモンテ州ビエッラ県にある、人口約1,200人の基礎自治体（コムーネ）。

## 地理

### 位置・広がり
| 隣接するコムーネは以下の通り。 - ボッリアーナ - チェッリオーネ - マニャーノ - モングランド - サーラ・ビエッレーゼ - トッラッツォ |